# Hipòcrates (cràter)
Hipòcrates (Hippocrates) és un cràter d'impacte del costat ocult de la Lluna. Es localitza al nord de la superfície de la Lluna, proper al cràter Stebbins. Cap al sud-oest es troben els cràters Kirkwood i Sommerfeld.
Aquesta formació relativament antiga ha estat gastada i erosionada per impactes posteriors. La vora en general es manté visible, encara que a l'est està superposat amb un cràter. L'interior de la paret està marcada per diversos cràters petits. L'interior gairebé no presenta marques en la seva superfície.
Va ser nomenat en honor del metge grec Hipòcrates.

## Cràters satèl·lit
Els cràters satèl·lit són petits cràters situats propers al cràter principal, rebent el mateix nom que aquest cràter acompanyat d'una lletra majúscula complementària (fins i tot si la formació d'aquests cràters és independent de la formació del cràter principal).
| Hippocrates | Latitud | Longitud | Diàmetre |
| ----------- | ------- | -------- | -------- |
| Q           | 69.0° N | 148.0° W | 35 km    |